# Minister for offentlig innovation
Minister for offentlig innovation var fra 2016 til 2019 en post i Danmarks daværende regering, Lars Løkke Rasmussen III. Den første og hidtil eneste minister på posten var Sophie Løhde fra Venstre.
Ifølge den kongelige resolution udsendt ved regeringsomdannelsen dækkede posten over en række områder, der hidtil havde hørt under finansministeren: modernisering, styring, fornyelse og effektivisering af den offentlige sektor, overenskomstforhandling på det offentlige område samt digitalisering og offentlig it. Blandt de styrelser, der hørte under ministeriet, var Moderniseringsstyrelsen, Digitaliseringsstyrelsen, Statens It og Statens Administration.
Efter regeringsskiftet den 27. juni 2019 besluttede den ny regering at nedlægge ministerposten.